# 合肥职工科技大学
合肥职工科技大学是中国安徽省合肥市的综合性成人高校，前身为1980年创建的合肥市科技业余进修学院，1983年改名为合肥职工科技大学。